# Meierhof Heiligenbrunn

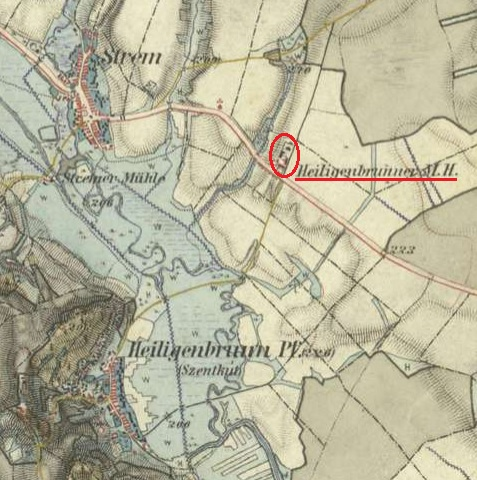
Lage des Meierhofes in einem Kartenausschnitt der Franzisco-Josephinischen Landesaufnahme (1869–1887)

Der Meierhof Heiligenbrunn (ungarisch Szentkútimajor), auch bekannt als Meierhof Strem, war ein Gehöft in der Gemeinde Heiligenbrunn im heutigen Südburgenland in Österreich. Historische Bedeutung erlangte er während des Baus des Südostwalls als Standort eines Zwangsarbeiterlagers, in dem es – neben anderen Endphaseverbrechen – im März 1945 zu einem Massaker an 32 ungarischen Juden kam. Die dabei vermutlich von der SS in Brand gesteckten Gebäude des Hofes wurden vollständig zerstört. An ihrer Stelle befindet sich heute ein Privathaus.

## Lage und Beschreibung
Der Meierhof befand sich auf Heiligenbrunner Seite im Grenzgebiet der Gemeinden Heiligenbrunn und Strem. Aufgrund dieser geografischen Nähe wurde er auch als Meierhof Strem bezeichnet. Ob es sich dabei um eine auf einem Irrtum basierende Bezeichnung handelte, oder diese bewusst erfolgte, ist nicht bekannt. Das direkt südlich des ehemaligen Meierhofs gelegene – um 1930 errichtete – Zollwachgebäude ist etwa ausschließlich als Stremer Zollhaus bekannt. Jedoch wird diese Bezeichnung auch zur eindeutigen Zuordnung verwendet, da im ca. 1,5 km entfernten Ortsgebiet von Heiligenbrunn weitere Zollwachgebäude existieren, die als Zollhäuser bekannt sind.
Die Flächen des ehemaligen Gutshofes liegen etwa 100 m östlich des heutigen Kreuzungsbereiches der Geschriebenstein Straße (B56) und des Zubringers zum Grenzübergang Heiligenbrunn (B56a), der direkt neben dem Stremer Zollhaus liegt. Im Osten und Norden des ehemaligen Meierhofes liegt der Kukitswald, ein südlicher Teilbereich eines rund 105 km² großen zusammenhängenden Waldgebietes im Südosten der Bezirke Güssing und Oberwart, zu dem auch der Punitzer Wald und der Moschendorfer Wald gehören. Die nicht mehr bestehende Güssinger Bahn verkehrte am Südrand des Meierhofes, etwa dem Verlauf der heutigen Bundesstraßen Richtung Güssing folgend.

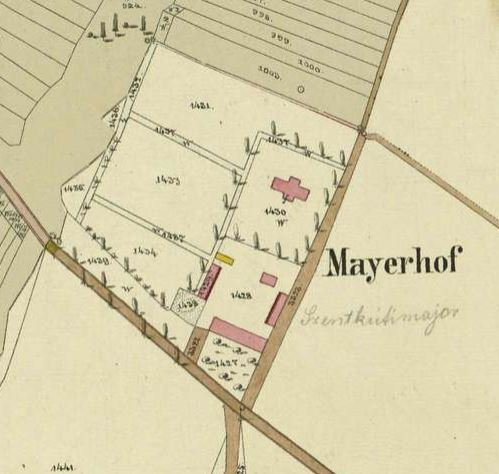
Detailkarte mit Anordnung der Gebäude auf einem Ausschnitt des Franziszeischen Katasters (1853–1858)

Der Hof dürfte aus vier bis sechs Gebäuden auf einer Grundfläche von ca. 200 m × 250 m bestanden haben. Einem im Norden vorhandenen Hauptgebäude waren von Süden kommend mehrere kleinere Nebengebäude und ein größeres, längliches Gebäude, das vermutlich als Stadel genutzt wurde, vorgelagert. Südlich dieser Scheune gab es laut einem Kartenausschnitt des Franziszeischen Katasters kleinere Gartenflächen. Der Großteil der Nutzflächen lag im Nordwesten der Anlage.

## Geschichte

### Herrschaftlicher Gutshof
Die ältere Geschichte des Meierhofes ist relativ unbekannt, es handelte sich aber um einen mehrere Jahrhunderte lang bestehenden Gutshof, der bereits in den Karten der Josephinischen Landesaufnahme verzeichnet war. Da die Kartografie des damaligen Königreich Ungarns, zu dem das heutige Burgenland bis 1921 gehörte, zwischen 1782 und 1785 erfolgte, bestand der Hof nachweislich ab spätestens 1785. Er wurde aber vermutlich bereits in den beiden vorangegangenen Jahrhunderten als Sitz der herrschaftlichen Gutsverwaltung errichtet. Ab dem 16. Jahrhundert kam es im damaligen Westungarn zu einem Wandel der vormals mittelalterlichen Grundherrschaften hin zu sogenannten Gutsherrschaften. Für diese ließ der Grundherr in seinem Herrschaftsgebiet mehrere Guts- und Meierhöfe errichten, um die Besitzungen in seinem persönlichen Eigentum – nicht dem der Grundherrschaft – durch robotleistende Bauern oder eigene Knechte und Mägde bestellen zu lassen. Der Meierhof Heiligenbrunn gehörte zum Herrschaftsbereich des weit verzweigten ungarischen Magnatengeschlechts der Batthyány, das in Güssing und Körmend zwei ihrer Hauptsitze hatte. Er lag ungefähr auf halber Strecke zwischen Güssing mit der mittelalterlichen Stammburg der Batthyány und Körmend, das ab dem 18. Jahrhundert als Zentrum für die fürstliche Linie der Familie galt.

### NS-Zwangsarbeiterlager
Im Jänner oder Februar 1945 wurden 800 bis 1000 ungarische Juden auf dem Gelände untergebracht. Der Meierhof und das angrenzende Stremer Zollhaus wurden zu einem Zwangsarbeiterlager für den Bau des Südostwalls zusammengefasst, das vermutlich aufgrund der Namensgebung der Gebäude als Lager Strem bekannt wurde. Zusammen mit in Eberau, Reinersdorf und Inzenhof untergebrachten Juden sollten die Zwangsarbeiter an der ca. 800 m entfernten Reichsgrenze Erdwälle, Panzergräben und Verteidigungsstellungen errichten. Diese sollten den raschen Vorstoß der immer näher rückenden Rote Armee bremsen, um den Feind so zu einem Stellungskrieg im ungünstigen Gelände zu zwingen.

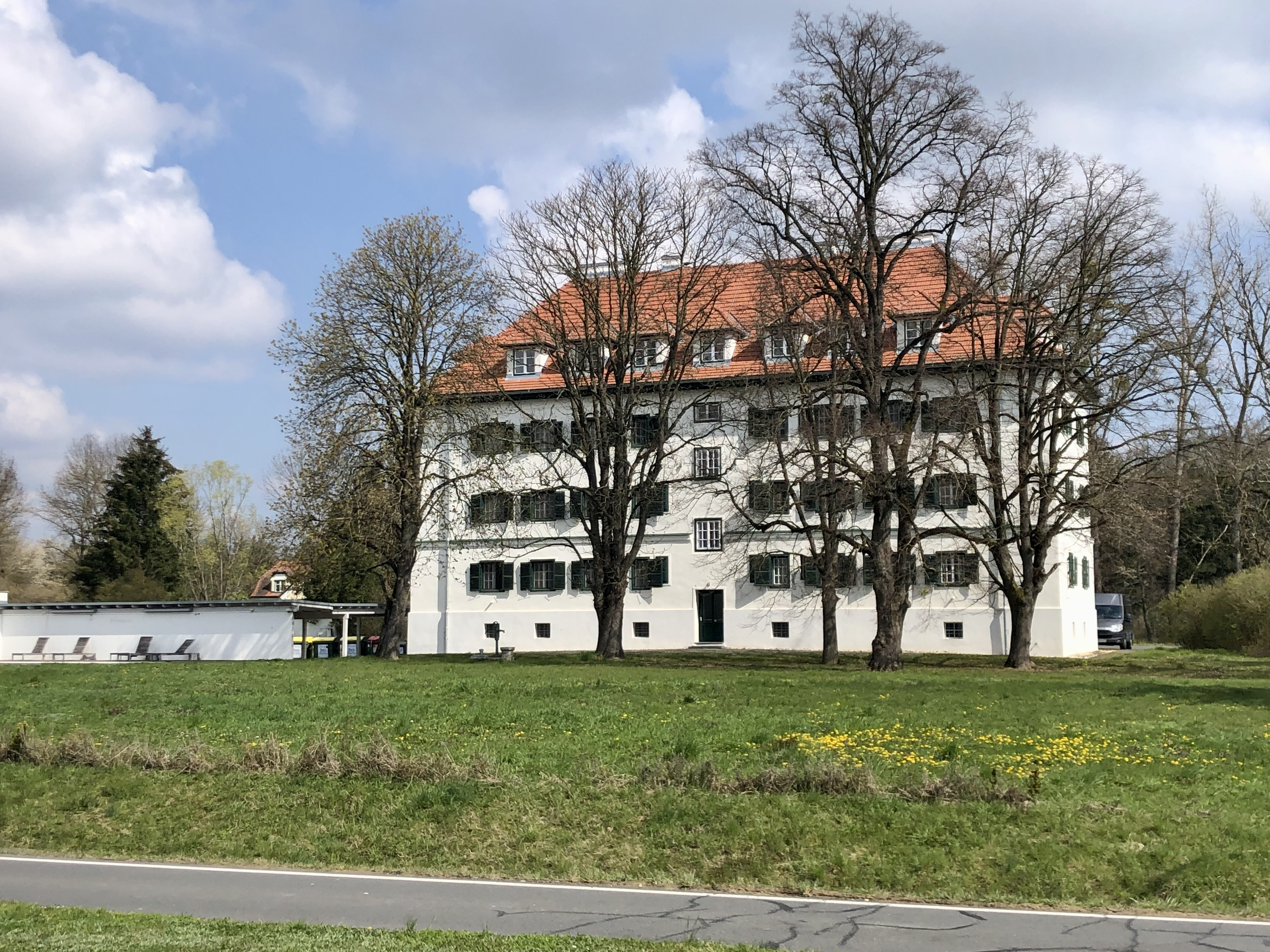
Das Stremer Zollhaus in Heiligenbrunn: Der als Sammellager genutzte Meierhof lag im Bereich des Privathauses hinter den Bäumen links

Zu ersten Massenerschießungen von Zwangsarbeitern kam es bereits im Februar 1945 in einem Wald zwischen Strem und Urbersdorf. Zwei Gruppen (12 bis 15 und 7 Personen) von vermutlich am Fleckfieber Erkrankten wurden mit einem Fuhrwerk in den Wald gebracht, erschossen und an Ort und Stelle in einem Massengrab verscharrt. Mitte März wurden zwei zuvor geflüchtete Juden vom Unterabschnittsführer und Lagerleiter Paul Schmidt erschossen. Zwei weitere Juden wurden erschossen, weil sie sich während der Arbeitszeit an einem Feuer wärmten. Am 25. März wurden 15 bis 20 marschunfähige Juden im Haarbacher Wald zwischen Heiligenbrunn und Reinersdorf von Schmidt, HJ-Bannführer Gerulf Schilcher und Angehörigen der Wachmannschaft erschossen.
Ab 29. März 1945 starteten Todesmärsche Richtung KZ Mauthausen, für die der Meierhof als erstes Sammellager nach der deutsch-ungarischen Grenze fungierte. Das Gehöft, in dem 32 kranke Juden zurückgelassen wurden, wurde am nächsten Tag laut Augenzeugenberichten Einheimischer von durchziehenden SS-Einheiten in Brand gesteckt. Bei der Öffnung von nahe gelegenen Gräbern mit den Leichen 7 weiterer Zwangsarbeiter, wurden die Opfer des Massakers am 17. Mai von der Roten Armee entdeckt. Da bei einer am 15. Juni erfolgten Untersuchung an den Leichen keine Spuren äußerer Gewalteinwirkungen zu finden waren, geht man davon aus, dass die Juden erst durch den Brand ums Leben kamen. Laut dem Augenzeugenbericht eines zufällig am 30. März im Zollhaus anwesenden lokalen Postbeamten wurden die Zwangsarbeiter auf Anweisung des Lagerleiters mit einer brennbaren Flüssigkeit übergossen und in das Wirtschaftsgebäude des Hofes gesperrt. Ihre menschlichen Überreste wurden auf Veranlassung der Bezirkshauptmannschaft Güssing im Friedhof von Heiligenbrunn begraben, später aber vermutlich exhumiert und an einen nicht näher bekannten Ort umgebettet.
Die Geschehnisse wurden im August 1945 vor dem Grazer Volksgericht aufgearbeitet und als Stremer Mordprozesse bekannt. Bei diesen wurde der Haupttäter Paul Schmidt zu 20 Jahren Kerker verurteilt. Zusätzlich wurden zwei tatbeteiligte Hitlerjungen und ein Beihilfe leistendes Mitglied der SA zu mehrjährigen Haftstrafen verurteilt.

## Aktueller Zustand
Auf dem Gelände sind heute keine Überreste des ehemaligen Meierhofes erhalten. Das Grundstück, auf dem sich ein Wohnhaus befindet, steht in Privatbesitz. Es ist an allen Seiten von einem mehrere Meter breiten Vegetationsstreifen mit hohen Bäumen umgeben, und Richtung Süden von einer Mauer Richtung B56a abgegrenzt. Das im Süden angrenzende Zollhaus steht ebenfalls in Privatbesitz und wurde bis vor einigen Jahren als Beherbergungsbetrieb genutzt. Aktuell sind im Gebäude Grenzschutzsoldaten des Bundesheeres untergebracht.